# Danmarks Film Akademi
Danmarks Film Akademi blev stiftet af en lang række personer med faglig tilknytning til filmbranchen i 1982. Akademiets formål er at fremme filmen som selvstændig kunstart. Medlemmerne er fortrinsvis personer, som arbejder med film i det daglige. Akademiets største årlige begivenhed er uddelingen af Robert Prisen.

## Robert Prisen
Robert Prisen er en årlig prisoverrækkelse afholdt af Danmarks Film Akademi med formål at fejre dansk film og tv.
Prisen blev overrakt første gang i 1984 og er opkaldt efter statuettens skaber, skulptør og filmentusiast Robert Jacobsen. Siden 2012 har Filmakademiet medtaget dansk tv-fiktion i prisuddelingen. Robert Prisen er en nationalt og internationalt anerkendt filmpris, der kan sammenlignes med den amerikanske Oscar og den franske César ved at være uddelt af et akademi med forbindelse til filmindustrien.
Det er medlemmerne af Danmarks Film Akademi, der indstiller, hvilke film, tv-serier og fagfolk, der skal nomineres, ligesom de i sidste ende stemmer om, hvem der skal modtage Robert-priserne inden for en bred vifte af de filmiske discipliner. Dog nominerer fagudvalg til kategorierne kort- og dokumentarfilm, samt i de udenlandske filmkategorier. Medlemmerne nominerer indenfor de kategorier de kender bedst, baseret på deres filmfaglige profession. Det er kun medlemmer af Danmarks Film Akademi, der kan stemme på og dermed udpege de film eller fagpersoner, som de synes, har gjort det bedst i det indeværende filmår.